# إدوين ميراندا
إدوين ميراندا (28 يناير 1981 في السلفادور - ) هو لاعب كرة قدم أمريكي وسلفادوري في مركز الوسط. شارك مع منتخب السلفادور لكرة القدم. أما مع النوادي، فقد لعب مع نادي دالاس وPuerto Rico Islanders ‏ وLA Laguna FC ‏ وPortland Timbers (2001–2010) ‏ ونادي سانتانيكوس أسوشيتد وHollywood United Hitmen ‏ وOrange County SC ‏ وFort Lauderdale Strikers (2006–2016) ‏.

## وصلات خارجية
- إدوين ميراندا على موقع قاعدة بيانات كرة القدم.إي يو (الإنجليزية)
- إدوين ميراندا على موقع ناشيونال فوتبول تيمز (الإنجليزية)